# HK GMW

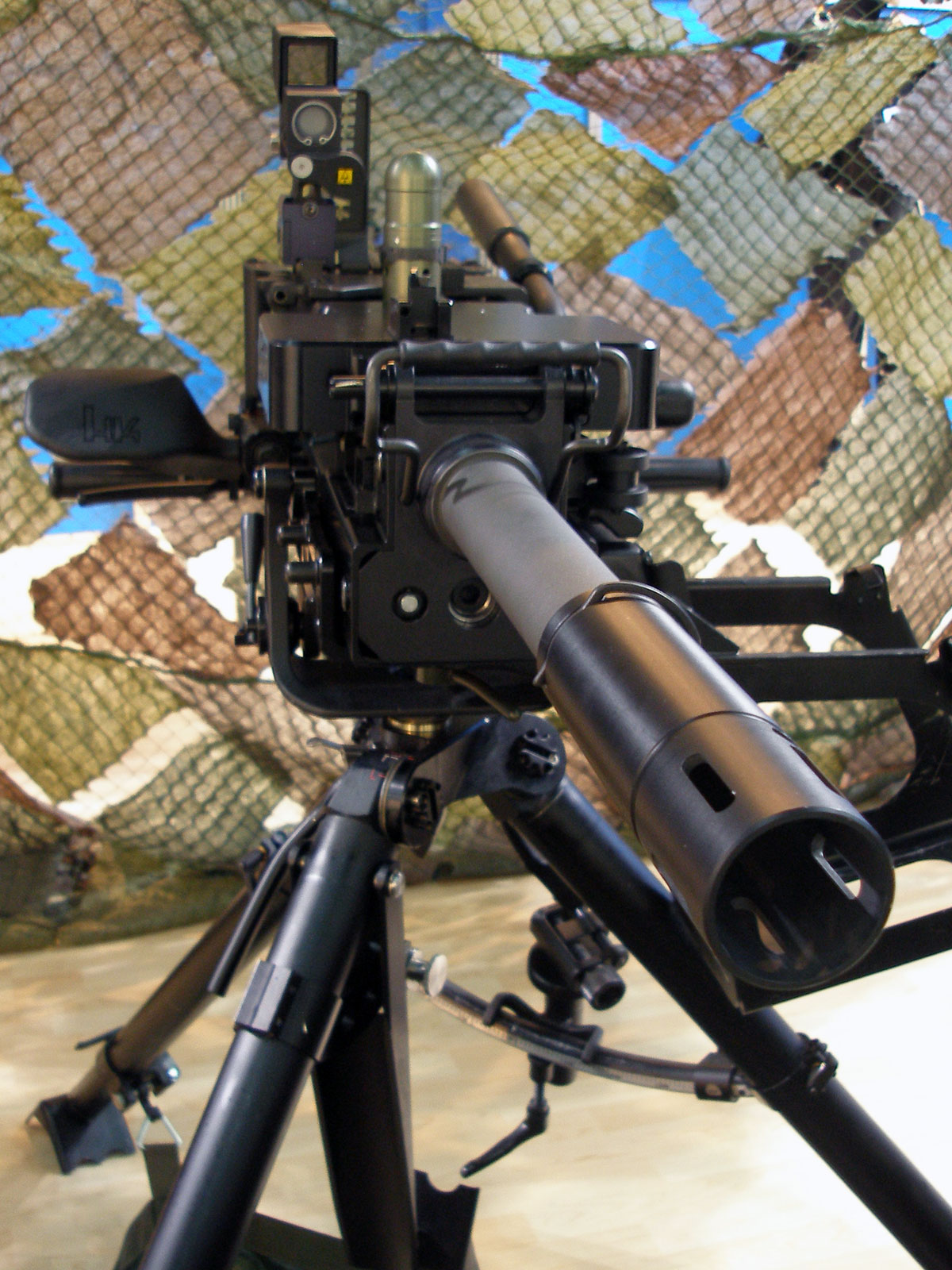
HK GMW

Die HK GMW (kurz für Heckler & Koch Granatmaschinenwaffe) ist ein von der Heckler & Koch GmbH produzierter Maschinengranatwerfer im Kaliber 40 × 53 mm.

## Entwicklung
Obwohl die Bundeswehr mit den AGS-17 Plamja der Nationalen Volksarmee ein vergleichbares Waffensystem zur Verfügung hatte, wurden diese nicht übernommen, sondern kurze Zeit später eine Eigenentwicklung gestartet. Die Entwicklung dauerte von 1992 bis 1995 und die GMW wurde 1996 in die Ausrüstung der BW übernommen.

## Beschreibung
Die GMW ist ein zuschießender Rückstoßlader mit gezogenem Lauf. Die Munition wird aus einem 32 Granatpatronen fassenden Zerfallgurt wahlweise von links oder rechts zugeführt. Der Lauf kann ohne Werkzeug gewechselt werden. Die Hauptvisierung ist ein passives optisches Visier mit zusätzlichem roten Leuchtpunkt, das mit einer Leitervisierung bis 1500 m (in 100-m-Schritten) ausgestattet ist. Die Waffe verfügt über ein zusätzliches mechanisches Notvisier für variable Entfernungen.
Schießpositionen sind sowohl stehend als auch sitzend. Die GMW verfügt dafür über zwei verschiedene Abzugseinrichtungen; eine rechts am Griff, die andere als knopfförmiger Auslöser oben auf der Waffe.
Durch das Gewicht ist die Waffe nur sehr bedingt durch die Infanterie zu Fuß beweglich. Ein Einsatz einer Infanteriekarre als Radunterlafette, um die Waffe beweglich zu machen, ist nicht vorgesehen.

## Einsatzspektrum
Die GMW ist eine Waffe, die die Ausrüstungslücke zwischen der hohen Kadenz, aber geringen Splitter- sowie Antipanzerwirkung eines Maschinengewehrs und der geringen Kadenz, aber hohen Splitter- sowie Antipanzerwirkung eines Granatwerfers schließt. Eingesetzt werden kann die GMW 40 mm aufgrund ihres Gewichts sowohl als Infanteriewaffe auf einem Dreibein als auch als „Door Gun“ bei Hubschraubern, auf Patrouillenbooten sowie auf einer Lafette bei Fahrzeugen.
Bei der Bundeswehr sind die Infanterie, Marineschutzkräfte sowie die Objektschutzstaffeln der Luftwaffe mit der „GraMaWa“ ausgerüstet; während Auslandseinsätzen wird sie zur Feldlagersicherung eingesetzt. Sie kann optional als Hauptbewaffnung auf Fahrzeugen mitgeführt werden, die mit einer fernbedienbaren leichten Waffenstation FLW 200 oder der mechanischen Waffenstation 1530 ausgestattet sind.

## Technische Daten
| Mündungsgeschwindigkeit (v0)              | ca. 241–245 m/s |
| max. Reichweite                           | 2000 m          |
| Gewicht des Verschlusses                  | ca. 12 kg       |
| Gewicht des Gurtkastens (aufmunitioniert) | 21,5 kg         |
| Gewicht des Dreibeins                     | 15 kg           |

## Nutzerstaaten
- Finnland 40 KRKK 2005
- Deutschland[2]
- Griechenland[2]
- Irland; Spezialeinheiten der irischen Streitkräfte
- Kanada: Rheinmetall Defence Canada baut die GMW als C16 Close Area Suppression Weapon (CASW) in Lizenz.[3]
- Lettland[2]
- Litauen: Litauische Armee.[4]
- Malaysia: Pasukan Khas Laut[5]
- Niederlande
- Neuseeland[6]
- Norwegen[7]
- Polen
- Portugal[2]
- Slowenien[8]
- Vereinigtes Königreich: L134A1. Die Royal Marines beschafften im Jahr 2006 40 Exemplare als Fahrzeugbewaffnung für Landrover-Geländewagen zum Einsatz in Afghanistan.[9]
- Ukraine: Im Rahmen der Unterstützung nach dem russischen Überfall auf die Ukraine 2022 durch Deutschland zur Verfügung gestellt. (Stückzahl: 100)[10]
- Vereinigte Staaten: USSOCOM